# Ledesma (La Coruña)
Ledesma (llamada oficialmente San Salvador de Ledesma) es una parroquia española del municipio de Boqueijón, en la provincia de La Coruña, Galicia. 

## Entidades de población
Entidades de población que forman parte de la parroquia:
- Puente (A Ponte)
- Ledesma
- Noente
- Monte (O Monte)
- Vila
- A Baiuca
- O Castro
- Vilar

## Demografía

### Parroquia
| Gráfica de evolución demográfica de Ledesma (parroquia) entre 2000 y 2018 |
|                                                                           |
| Datos según el nomenclátor publicado por el INE.                          |

### Aldea
| Gráfica de evolución demográfica de Ledesma (aldea) entre 2000 y 2018 |
|                                                                       |
| Datos según el nomenclátor publicado por el INE.                      |